# آرماندو ریسکو
آرماندو ریسکو (به انگلیسی: Armando Riesco) (زاده ۵ دسامبر ۱۹۷۷) بازیگر پورتوریکویی است.
از فیلم‌های معروف او می‌توان به بازی در فیلم تب استقرار و دنیای بزرگسالان اشاره کرد.